# P571 Ejnar Mikkelsen
P571 Ejnar Mikkelsen er det andet skib i Knud Rasmussen-klassen og er bygget til at patruljere i farvandene omkring Grønland. Skibet er navngivet efter den danske polarforsker Ejnar Mikkelsen, der foretog adskillige ekspeditioner på Grønland. Skibet er bygget på Karstensens Skibsværft hvor det var betegnet som nybygning nummer 401.